# Partito dell'Indipendenza Nazionale Estone
Il Partito dell'Indipendenza Nazionale Estone (in estone: Eesti Rahvusliku Sõltumatuse Partei - ERSP) fu un partito politico estone di orientamento nazional-conservatore fondato nel 1988.
In occasione delle elezioni parlamentari del 1992, ottenne l'8,8% dei voti e dieci seggi.
Nel 1995 si fuse col Partito della Coalizione Nazionale della Patria dando vita all'Unione della Patria.
| Controllo di autorità | VIAF (EN) 136176519 · LCCN (EN) n91003146 · GND (DE) 6103296-7 |